# Estação King's Cross

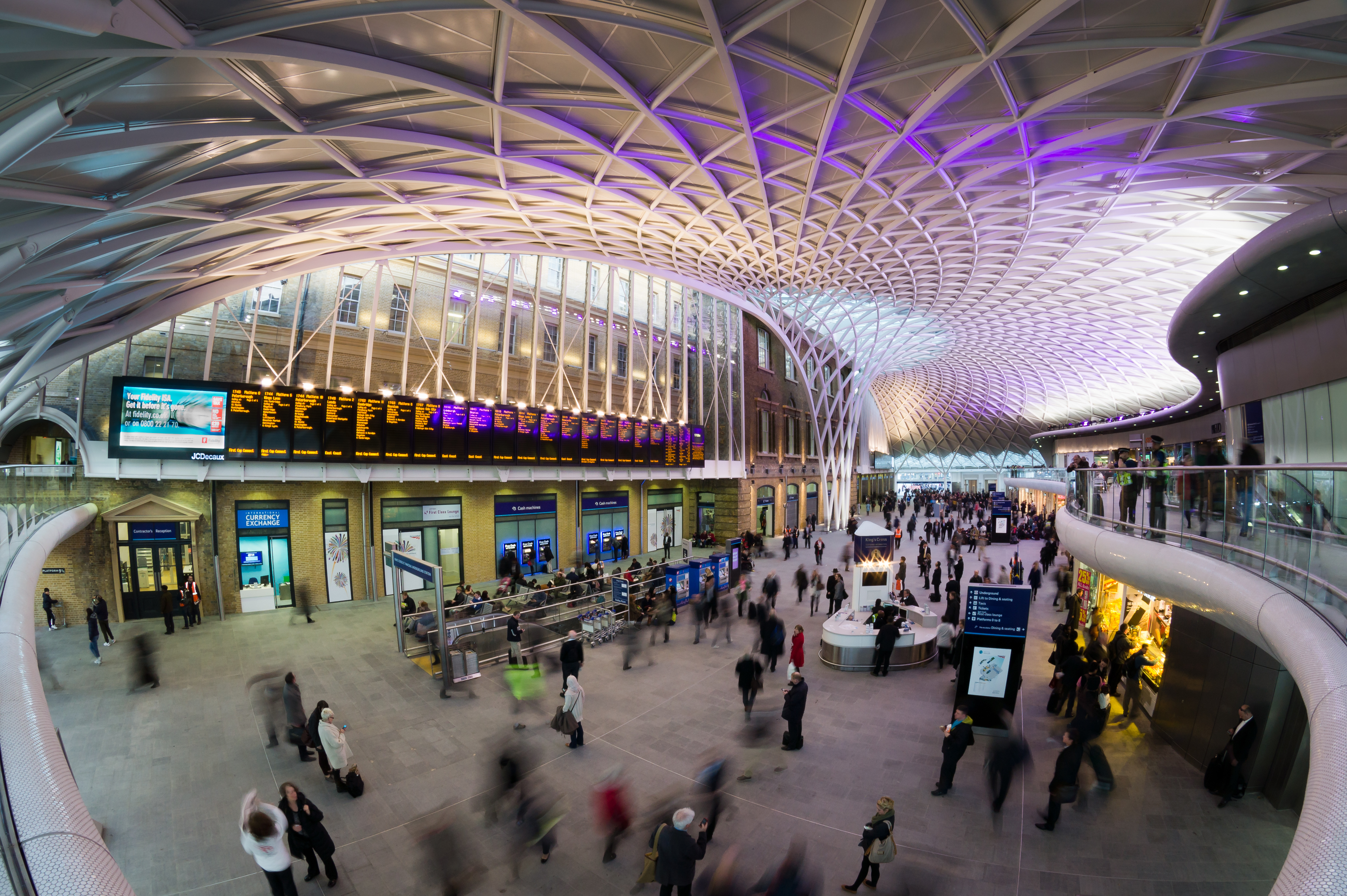
Uma das plataformas de embarque da Estação de King's Cross, Londres.

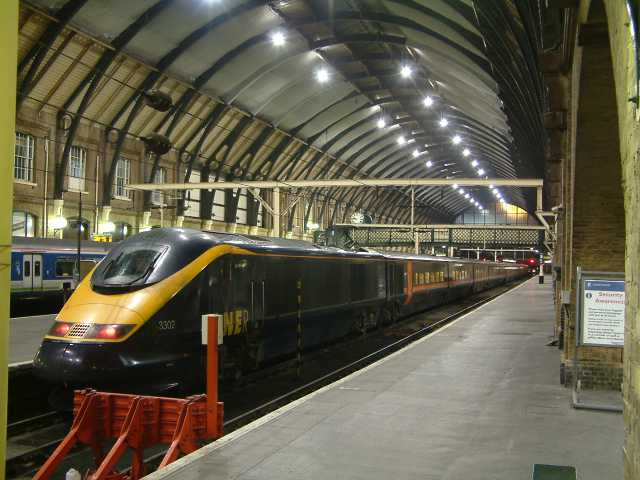
Estação de King's Cross

A Estação King's Cross ou London King's Cross é uma estação de trem em Londres, no Reino Unido, aberta ao publico em 14 de outubro de 1852. A estação ferroviária de King's Cross, também conhecida como London King's Cross, é um terminal ferroviário de passageiros no bairro londrino de Camden, na periferia do centro de Londres. Fica no grupo de estações de Londres, uma das estações mais movimentadas do Reino Unido e no terminal sul da linha principal da costa leste até o nordeste da Inglaterra e Escócia. Adjacente à estação de King's Cross fica St Pancras International, o terminal de Londres para os serviços Eurostar na Europa continental. Sob as duas estações principais, fica a estação de metrô King's Cross St Pancras, no metrô de Londres; combinados, eles formam um dos maiores centros de transporte do país.
A estação foi inaugurada em Kings Cross em 1852 pela Great Northern Railway, no extremo norte do centro de Londres, para acomodar a Linha Principal da Costa Leste. Ele cresceu rapidamente para atender às linhas suburbanas e foi expandido várias vezes no século XIX. Ele ficou sob a propriedade da London and North Eastern Railway, como parte do Big Four, em 1923, que introduziu serviços famosos como o Flying Scotsman e locomotivas como Mallard. O complexo da estação foi reconstruído na década de 1970, simplificando o layout e fornecendo serviços suburbanos elétricos, e tornou-se o principal terminal do InterCity 125 de alta velocidade. A partir de 2018, os trens de longa distância de King's Cross são operados pela London North Eastern Railway para Edimburgo Waverley, Leeds e Newcastle; outros operadores de longa distância incluem Hull Trains e Grand Central. Além disso, a Great Northern opera trens suburbanos no norte de Londres e nos arredores.

## Localização
A estação localiza-se no distrito de Kings Cross, no nordeste do centro da cidade, no borough de Camden. Encontra-se ao lado de outra estação de trem, a estação de St. Pancras.

## História
A área de King's Cross era anteriormente uma vila conhecida como Battle Bridge, que era uma antiga travessia do Rio Fleet, originalmente conhecida como Broad Ford, mais tarde Bradford Bridge. O rio corria ao longo do que hoje é o lado oeste da Pancras Road até ser redirecionado para o subterrâneo em 1825. O nome "Battle Bridge" (Ponte da Batalha) está ligado à tradição de que este foi o local de uma grande batalha entre os romanos e a tribo Celta Bretã dos Icenos liderada por Boadiceia. Segundo o folclore, King's Cross é o local da batalha final de Boadiceia e algumas fontes dizem que ela está enterrada sob uma das plataformas. As plataformas 9 e 10 foram sugeridas como possíveis locais. O fantasma de Boadiceia também é relatado assombrando passagens sob a estação, em torno das plataformas 8–10.

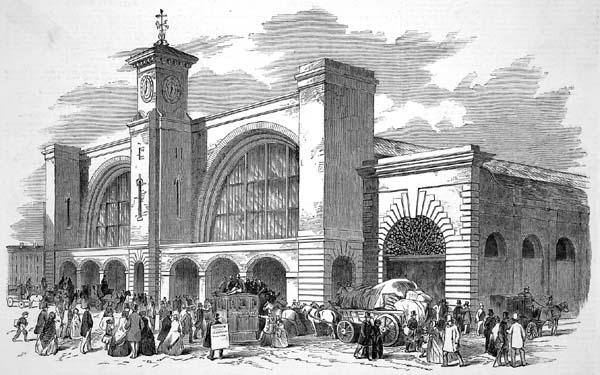
King's Cross em 1852

A estação King's Cross foi construída em 1851 como o terminal londrino da Great Northern Railway (GNR), e foi o quinto terminal de Londres a ser construído. Substituiu uma estação temporária ao lado de Maiden Lane (agora York Way) que havia sido rapidamente construída com a chegada da linha a Londres em 1850, e inaugurada em 7 de agosto de 1850.
Os planos para a estação foram feitos em dezembro de 1848 sob a direção de George Turnbull, engenheiro residente para a construção dos primeiros Predefinição:Convert/LoffAoutDbSoffPredefinição:Convert/test/Aout da Great Northern Railway fora de Londres. O projeto detalhado da estação foi de Lewis Cubitt, o irmão de Thomas Cubitt (o arquiteto de Bloomsbury, Belgravia e Osborne House), e Sir William Cubitt (que foi engenheiro-chefe do Crystal Palace construído em 1851, e engenheiro consultor da Great Northern e South Eastern Railways). O projeto compreendia dois grandes galpões de trem em arco, com uma estrutura de tijolos na extremidade sul projetada para refletir os arcos atrás. Sua principal característica era uma torre de relógio alta 112
-pé (34 m) que continha sinos agudos, tenores e graves, o último deles pesando 1 tonelada 9 cwt (1,47 toneladas).

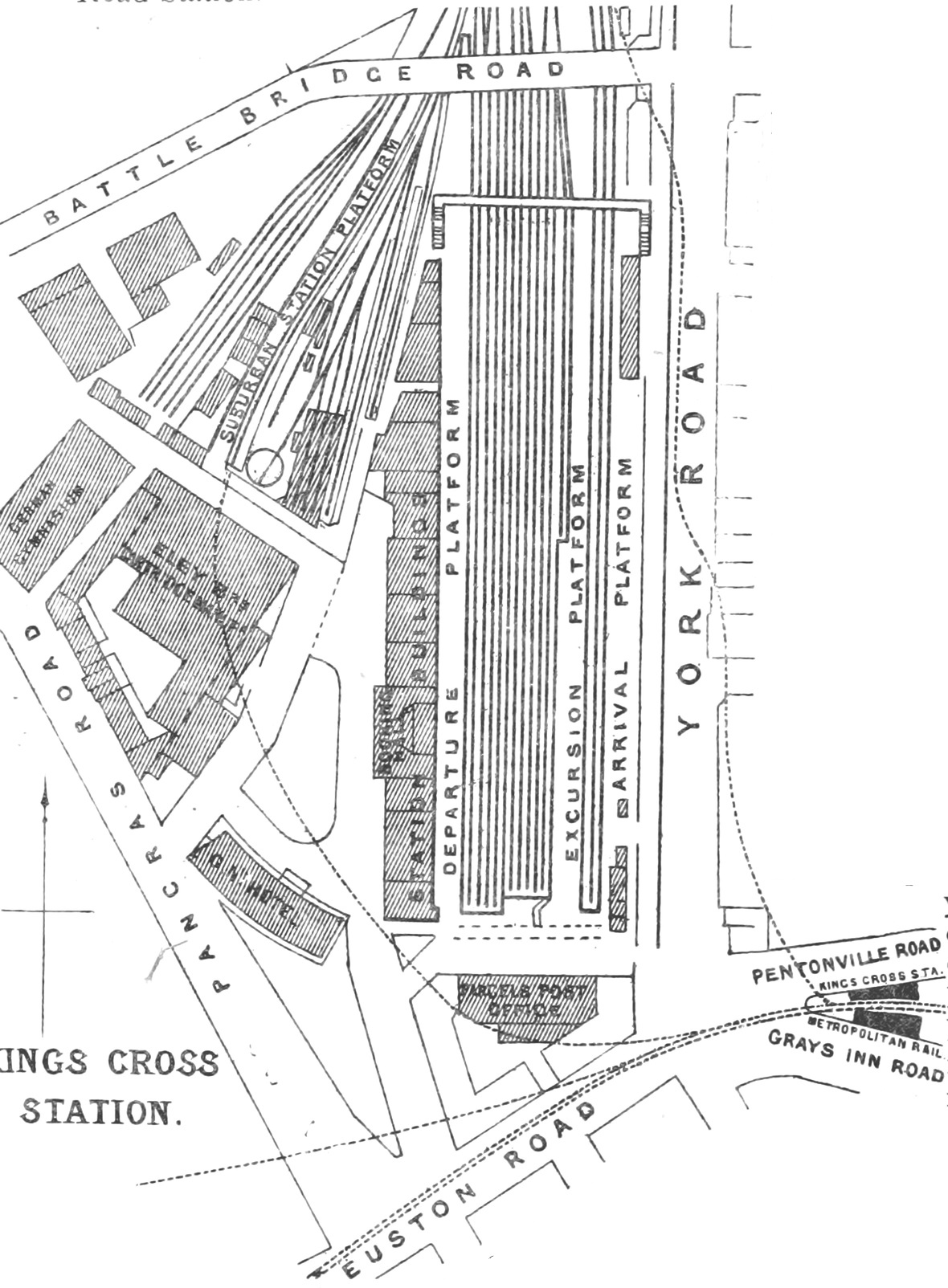
Plano de King's Cross em 1888. Originalmente havia apenas uma plataforma de chegada e uma de partida.

A estação, a maior da Inglaterra, foi inaugurada em 14 de outubro de 1852. Originalmente tinha uma plataforma de chegada e uma plataforma de partida (hoje plataformas 1 e 8), e o espaço entre elas era usado para tapumes de carruagens. As plataformas foram reconfiguradas várias vezes. Eles foram numerados de 1 a 8 em 1972. Em 2010 a estação foi reconfigurada novamente e agora possui 12 plataformas numeradas de 0 a 11.
Em 1972, uma extensão foi acrescentada em frente ao corpo principal da estação para conter as bilheteiras e lojas. Destinado a ser uma instalação temporária, este edifício permaneceu no local por 40 anos, escondendo a fachada original que é um monumento classificado de categoria I.
Em 1987, o incêndio da adjacente estação de metrô, King's Cross St Pancras, fez 31 vítimas. A estação passou por uma extensa reforma e desenvolvimento, em parte devido às descobertas de relatórios feitos após o incêndio.
Em 2007, desde a entrada em funcionamento da Channel Tunnel Rail Link, os Eurostars têm o seu terminal na Estação St Pancras renovada. A combinação King's Cross St. Pancras e da estação de metrô King's Cross St. Pancras tornou-se um dos maiores centros de transferência de Londres.
A estação passou por extensas reformas em 2012-2013. Uma nova sala de embarque e uma galeria comercial foram construídos a oeste do edifício original, e a extensão ao sul foi demolida para ser substituída por uma praça.

## Serviços ferroviários
King's Cross é o terminal sul da East Coast Main Line. Desta estação partem trens com destino a diferentes localidades do leste e nordeste de Inglaterra, e na Escócia, como por exemplo Cambridge, Peterborough, York, Leeds, Darlington, Durham, Newcastle, Edimburgo, Dundee e Aberdeen.  Kings Cross também inclui uma importante estação de metrô, conhecida como Estação de Kings Cross St. Pancras, uma grande estação de intercâmbios da rede de metrô.
No ano de 2005, existiam quatro companhias de comboios que operavam na estação:
- GNER - Serviços interurbanos na Linha Principal da Costa Este (East Coast Main Line).
- WAGN - Trens rápidos a Cambridge e King's Lynn, e serviços de proximidades do norte de Londres, e a Hertfordshire, Bedfordshire e Peterborough.
- Hull Trains - Serviços interurbanos a Hull.
- Expresso De Hogwarts : Trem que leva os alunos de Londres até a estação de Hogsmeade (nas redondezas de Hogwarts) nos livros de Harry Potter de J. K. Rowling.

## Cultura popular
King's Cross aparece nos livros de Harry Potter, de J. K. Rowling, como o ponto de partida do Expresso de Hogwarts. Na série, há na estação a Plataforma Nove e Três Quartos, a qual somente bruxos podem embarcar. Para chegar na plataforma, é preciso atravessar uma barreira mágica entre as plataforma 9 e 10. Em homenagem à série, a administração da plataforma, na vida real, instalou entre as plataformas 9 e 10 uma placa onde se lê: Plataforma 9 3/4.